# Zeche Glocke
Die Zeche Glocke ist ein ehemaliges Steinkohlenbergwerk in Dahlhausen. Das Stollenmundloch der Zeche Glocke befand sich in Dahlhausen und führte von der Straße „Im Stapel“ (unweit des heutigen Friedhofs), gegenüber dem Haus Nr. 23, nordostwärts ins Karbon (Nur wenige Meter südwärts liegen die Stollenreste der Zeche Vereinigte General & Erbstollen). Das Stollenmundloch der Zeche Glocke befand sich wenige Meter unterhalb des heutigen Straßenprofils.  Die Zeche ist vermutlich identisch mit der Zeche Vereinigte Schelle.

## Bergwerksgeschichte
In der Mitte des 18. Jahrhunderts führte die Firma Karl Freiherr von Koenig und Konsorten beim Gehöft des Bauern Hinterste Cassenberg Schürfarbeiten durch. Am 27. Juni des Jahres 1764 wurde ein 2,3 Meter mächtiges Steinkohlenflöz freigelegt. Bei dem Flöz handelte es sich um das Flöz Sonnenschein. Noch am selben Tag wurde die Mutung eingelegt. Als Grubenfeld wurde ein Feld mit einer Länge von 1258 Meter begehrt. Das Grubenfeld reichte vom Hof des Bauern Cassenberg bis zum Köllermanns Garten. Im Jahr 1768 wurde der Betrieb aufgenommen. Im Jahr 1771 fiel das Grubenfeld wieder ins Bergfreie, da die zu zahlenden Rezessgelder nicht entrichtet worden waren. Im Jahr 1774 wurde der Betrieb wieder aufgenommen, es war ein Förderschacht vorhanden. Im selben Jahr wurde das Grubenfeld vermessen. Noch im selben Jahr wurde mit der Kohlenlieferung auf der Ruhr nach Kleve begonnen. Im Jahr 1779 war die Zeche wieder außer Betrieb und im Jahr 1781 wieder in Betrieb. Im Jahr 1782 ging ein weiterer Förderschacht in Betrieb, er hatte eine Teufe von 30 Lachtern. Aus diesem Jahr stammen auch die einzigen bekannten Förderzahlen des Bergwerks, es wurden 33.600 Ringel Steinkohle gefördert. Am 3. Juni des Jahres 1784 wurde das im Betrieb befindliche Bergwerk durch den Freiherrn vom Stein befahren. Zu diesem Zeitpunkt war das Bergwerk sehr leistungsstark, denn es wurden von vier Hauern pro Schicht 12,6 Tonnen Kohlen abgebaut, das ergab einen Durchschnittswert von 3,15 Tonnen pro Mann und Schicht. Zu dieser Zeit lag der allgemeine Durchschnittswert bei 2,2 Tonnen pro Mann und Schicht. Bei seiner Befahrung bemängelte der Freiherr vom Stein den nicht funktionsgerecht erstellten Türstockausbau. Die Kappe lag nicht satt in der Kehle der Stempel. Dadurch war der Ausbau nicht in der Lage, den auf der Kappe lastenden Gebirgsdruck voll in die Stempel einzuleiten.
Im Jahr 1793 wurde in Oberdahlhausen ein tonnlägiger Schacht in Betrieb genommen. Der Schacht hatte eine Teufe von 44 Metern. Der Schachtansatzpunkt befand sich östlich des Primus Sprunges, am heutigen Meinholtsweg. Der Schacht war bis zum Jahr 1795 in Betrieb. Im Jahr 1796 wurde an den Schächten 3 und 4 Abbau betrieben. Gegen Ende des 18. Jahrhunderts erreichte der Stollen den Primus Sprung. Hinter dem Sprung war das Flöz nicht mehr im selben Niveau. Es wurde zunächst versucht, das Flöz hinter der Störung wieder zu finden. Hier wurden zwar neue Flöze gefundenen, die Suche nach dem Flöz Sonnenschein blieb jedoch erfolglos. Die Anträge auf Verleihung der Abbaurechte für die neu gefundenen Flöze scheiterte an den Einsprüchen der Nachbarzechen General und Hasenwinkel. Im Jahr 1800 wurde zunächst Abbau betrieben, ab August desselben Jahres wurde die Zeche erneut stillgelegt. Ab Januar des Jahres 1801 war die Zeche geringfügig in Betrieb. Am 19. Juli des darauffolgenden Jahres wurde die Zeche Glocke erneut stillgelegt. Im Jahr 1860 wurde ein Abbauvertrag geschlossen, in diesem Vertrag wurde vereinbart, dass die Zeche Vereinigte General & Erbstollen das Flöz Glocke vom Schacht Berger aus unterhalb der Stollensohle abbaut. Nach 1945 war die Zeche Glocke noch einmal als Kleinzeche Glocke in Betrieb.

## Kleinzeche Glocke
Die Kleinzeche Glocke war eine der unzähligen Stollenzechen vom Typ einer Kleinzeche im Süden von Bochum, die nach Ende des Zweiten Weltkriegs als Zeche Eimerweise zur Kohleversorgung des sogenannten Wirtschaftswunders beitrugen. Sie wurde durch ein Konsortium betrieben, das mehrere Gewerkschaften und Kleinzechen auf sich vereinigte, darunter die Zeche Flora. Besitzer war zunächst die Gewerkschaft Centrum, später dann die Gewerkschaft Hausbach.
Im Oktober des Jahres 1951 wurde die Kleinzeche, die sich an der Straße Am Birkenwald befand, in Betrieb genommen. Die Zeche befand sich auf dem Weideland des Bauern Wibbecke neben dem Sportplatz. Am 15. April des Jahres 1952 wurde die Zeche knappschaftlich angemeldet. Wie fast alle Kleinzechen zählte Glocke zu den ersten Opfern der Kohlekrise. Im Jahr 1960 wurde die Kleinzeche Glocke stillgelegt.

### Förderung und Belegschaft
Die ersten bekannten Förder- und Belegschaftszahlen der Kleinzeche stammen aus dem Jahr 1953, es wurden mit 28 Bergleuten 3060 Tonnen Steinkohle gefördert. Die maximale Förderung wurde im Jahr 1955 mit 27 Bergleuten erbracht, es wurden 8929 Tonnen Steinkohle gefördert. Im Jahr 1958 waren auf der Zeche drei Bergleute beschäftigt, es wurde jedoch keine Förderung erbracht. Die letzten bekannten Förderzahlen des Bergwerks stammen aus dem Jahr 1959, als mit drei Bergleuten sieben Tonnen Steinkohle gefördert wurden.

## Heutiger Zustand
An die Zeche Glocke erinnert heute noch ein vermauerter Stollenzugang. Dieser Zugang befindet sich in Dahlhausen, im Scheitel des Weitmarer Sattels, in der Straße Im Stapel. Allerdings handelt es sich bei diesem vermauerten Stollenzugang um ein Stollenmundloch aus Kriegs- oder Nachkriegszeit, denn der frühere Stollen der Zeche Glocke befand sich an der gleichen Stelle, jedoch einige Meter tiefer als dieser heute noch sichtbare vermauerte Stollenzugang. Der vermauerte Stollenzugang ist die Station 2 des Bergbauwanderwegs durch den historischen Bergbau Dahlhausen. Vor dem zugemauerten Eingang steht eine Informationstafel.